# Ямбатор
Ямбато́р (рос. Ямбатор, марій. Ямбатыр) — присілок у складі Моркинського району Марій Ел, Росія. Входить до складу Шоруньжинського сільського поселення.

## Населення
Населення — 111 осіб (2010; 129 у 2002).
Національний склад (станом на 2002 рік):
- марі — 100 %